# Ospedale San Giovanni di Dio (Cagliari)
L'Ospedale San Giovanni di Dio, noto anche come Ospedale Civile, è l'ospedale che sostituì quello medievale di Sant'Antonio di Vienne, già operante a Cagliari dal XIV secolo. Sorge in via Ospedale, nel quartiere di Stampace, in pieno centro cittadino. Dal 1º aprile 2007 fa parte dell'Azienda Ospedaliero-Universitaria di Cagliari.

## Storia
Il progetto dell'Ospedale civile di Cagliari venne commissionato dalle autorità cittadine all'architetto Gaetano Cima, che lo elaborò nel 1842. Alla posa della prima pietra si procedette nel 1844. L'edificio, seppure non ancora definitivamente completato, cominciò a funzionare nel 1848.

## Architettura dell'edificio
L'ospedale San Giovanni di Dio è un monumentale edificio in stile neoclassico. Il lungo prospetto principale presenta tre avancorpi; quello centrale, corrispondente all'ingresso principale, presenta un pronao con sei colonne doriche, alte dieci metri, che reggono una trabeazione con fregio decorato a metope e triglifi. Superato un portico, si accede ad un vasto atrio a pianta circolare, dove ampi finestroni si aprono sul cortile centrale. Nell'atrio si dispongono alcune sculture, ritratti di benefattori dell'ospedale, e il monumento a Gaetano Cima, opera del piemontese Giuseppe Sartorio. Altre statue, tra cui quella raffigurante Francesco Angelo Dessì, sono collocate nel corridoio circolare, situato tra l'atrio e il cortile, dal quale attraverso arcate a tutto sesto si accede ai corridoi radiali, dalle alte volte a botte, dove si trovano i reparti. Questi ultimi sono disposti a raggiera rispetto al corpo centrale dell'edificio, costituito dall'atrio. Stessa disposizione permane ai piani superiori. I vari corpi dell'edificio si uniscono tra loro e formano quattro cortili di forma esagonale allungata.

### Cappella
La cappella dell'ospedale è dedicata a san Giovanni di Dio ed è sede della omonima parrocchia, istituita dall'arcivescovo Ernesto Maria Piovella il 4 giugno 1944. La cappella è situata al primo piano dell'ospedale, in corrispondenza dell'atrio al piano terra. La pianta è circolare, con volta a cupola emisferica, decorata da cassettoni dipinti. Il perimetro è scandito da colonne.

## Reparti
- Istituto Cardiologia
- Istituto Patologia Chirurgica
- Clinica Neurologica
- Istituto Patologia Medica
- Clinica Oculistica
- Elettrofisiologia della Visione
- Clinica Dermatologica
- Clinica Otorinolaringoiatria
- Anestesia e Rianimazione
- Medicina I
- Istituto Semeiotica Chirurgica
- Clinica Pediatrica I
- Istituto Puericultura
- Neuropsichiatria infantile
- Clinica Ostetrica
- Clinica Ostetrica - Sezione nido
- Istituto Patologia neonatale

È iniziato da tempo il trasferimento dei vari reparti presso il nuovo Policlinico Universitario di Monserrato.